# Hochseeleinkopf
Hochseeleinkopf är en bergstopp i Österrike, på gränsen till Tyskland. Den ligger i den centrala delen av landet, 260 km väster om huvudstaden Wien. Toppen på Hochseeleinkopf är 2 332 meter över havet, eller 310 meter över den omgivande terrängen. Bredden vid basen är 4,8 km.
Terrängen runt Hochseeleinkopf är huvudsakligen bergig, men den allra närmaste omgivningen är kuperad. Närmaste större samhälle är Hallein, 17,7 km norr om Hochseeleinkopf. 
Trakten runt Hochseeleinkopf består i huvudsak av gräsmarker. Runt Hochseeleinkopf är det ganska glesbefolkat, med 43 invånare per kvadratkilometer.